# ظاهرة خشامر (القطن)
'

تعديل مصدري - تعديل

ظاهرة خشامر هي إحدى قرى عزلة القطن بمديرية القطن التابعة لمحافظة حضرموت، بلغ تعداد سكانها 59 نسمة حسب تعداد اليمن لعام 2004.